# Liastensaari
Liastensaari är en ö i Finland. Den ligger i sjön Kallavesi och i kommunen Leppävirta i den ekonomiska regionen  Varkaus ekonomiska region  och landskapet Norra Savolax, i den centrala delen av landet, 300 km nordost om huvudstaden Helsingfors. Öns area är 19,8 hektar och dess största längd är 0,9 kilometer i sydöst-nordvästlig riktning.